# Loxoporetes colcloughi
Loxoporetes colcloughi là một loài nhện trong họ Thomisidae.
Loài này thuộc chi Loxoporetes. Loxoporetes colcloughi được William Joseph Rainbow miêu tả năm 1912.